# Schlacht von Auberoche
Die Schlacht von Auberoche war eine größere Auseinandersetzung zwischen den Engländern und den Franzosen während der frühen Phase des Hundertjährigen Krieges. Sie wurde bei dem Dorf Auberoche in der Nähe von Périgueux in der Gascogne ausgetragen. Zu dieser Zeit gehörte die Gascogne zur englischen Krone, die englischen Truppen dort bestanden aber überwiegend aus Gascognern. Die Schlacht fand entlang des Flusses Auvézère statt, der Teil der stark umstrittenen Grenze zwischen den englischen und französischen Territorien war.

## Der Feldzug
Das Dorf und die Burg Auberoche wurde den Franzosen zunächst von einer englischen Überfalltruppe unter Henry of Grosmont, 1. Duke of Lancaster und Graf von Derby entrissen. Dieser war im Juni 1345 mit einer kleinen Armee aus England gelandet und hatte sie mit lokalen Truppen aus der Gascogne aufgestockt. Mit diesen Truppen führte er eine groß angelegte Chevauchée über die Grenze, die auf die Einnahme der wichtigen Stadt Bergerac im August zielte. Auberoche war einer der Orte, den diese Armee vor ihrem Rückzug nach Bordeaux – zur Auffrischung der Truppen und Wiederaufstockung der Vorräte – eroberte. Im Oktober starteten die Franzosen einen Gegenangriff mit 7.000 Mann unter Louis von Poitiers. Der Angriff war von Poitiers Lehnsherrn, dem Herzog der Normandie und späteren König Jean II. von Frankreich befohlen worden. Er sollte dem Herzog für einen bevorstehenden Feldzug von La Réole aus den freien Weg sichern.

## Die Belagerung
Die französischen Truppen belagerten die Burg Auberoche und schnitten sie sowohl von der Versorgung als auch möglichen englischen Verstärkungen aus dem Westen ab. Das französische Armeelager war zweigeteilt, wobei die Mehrheit der Soldaten nahe dem Fluss zwischen Burg und Dorf kampierte, während eine kleinere Truppe im Norden lagerte, um mögliche Fluchtversuche der Engländer aus der belagerten Burg zu vereiteln. Obwohl die Franzosen alle Anstrengungen unternahmen, um mögliche Boten aus der Stadt abzufangen, gelang es schließlich doch einem, die französischen Linien zu durchqueren und das Feldlager des Grafen von Derby zu erreichen. Dieser war mit einer schnell zusammengerufenen Truppe von etwa 1500 englischen und gasconischen Männern bereits auf dem Weg nach Auberoche, hatte aber Halt gemacht, um auf das Eintreffen einer zweiten Armee, geführt von Lawrence Hastings, 1. Earl of Pembroke, zu warten.

## Die Schlacht
Nachdem die erhofften englischen Verstärkungen bis zum 20. Oktober immer noch nicht eingetroffen waren, marschierte Derby mit seinen Mannen während der Nacht in aller Heimlichkeit auf Périgueux zu, überquerte dabei zweimal den flachen Fluss und erreichte am Morgen eine Position auf einem Hügel nahe Auberoche, von dem aus er das französische Hauptlager überblicken konnte. Bis zum Morgengrauen hatten sich die Engländer hinter dem Hügel verborgen, immer noch in der Hoffnung, dass Pembroke mit seinen Verstärkungen einträfe. Derby rief einen Rat seiner Offiziere zusammen, darunter der berüchtigte Walter Mauny, und es wurde beschlossen, dass man keinen weiteren Tag mehr warten dürfe, um das Überraschungsmoment nicht zu verlieren. Die Armee sollte unverzüglich angreifen und versuchen das französische Lager zu überrennen, bevor dieses wirksam verteidigt werden konnte.
Derby kundschaftete die französischen Positionen persönlich aus und entschied sich schließlich für einen Angriff mit drei Spitzen. Seine Kavallerie sollte über den südlich gelegenen flachen Grund angreifen, die Infanterie würde einem Pfad durch den Wald folgen und die Franzosen aus dem Rücken angreifen, während die Langbogenschützen entlang der Baumlinie Aufstellung nehmen sollten, um von dort die französischen Positionen unter Feuer zu nehmen. Der Angriff begann, als die Franzosen ihr Abendbrot einnahmen und kam für diese völlig überraschend. Durch einen Hagel von Pfeilen und die heranpreschende englische Kavallerie wurden sie in völlige Unordnung geworfen. Die französischen Soldaten die aus dem Feldlager entkamen, gruppierten sich auf dem flachen Gelände zu kleinen Gruppen und wurden somit zu idealen Zielen für die englischen Bogenschützen. Die Kämpfe im Feldlager dauerten eine ganze Weile an und zeitweise schien es, dass es den zahlenmäßig deutlich überlegenen Franzosen gelingen könnte, die Angreifer zumindest zurückzuwerfen. Sir Frank Halle, der englische Kommandeur der Burg Auberoche, hatte diese Entwicklung erwartet und machte im entscheidenden Augenblick einen Ausfall und griff die langsam zurückweichenden Franzosen von hinten an. Dies löste die völlige Auflösung und Flucht der französischen Truppen aus, die von der englischen Kavallerie verfolgt wurden.

## Ausgang der Schlacht
Der kleinere Teil der französischen Truppe, der beauftragt war, von nördlicher Seite her die Burg zu überwachen, entkam der Schlacht unbeschadet. Sie unternahmen keinen Versuch, in die Kämpfe einzugreifen oder auch nur den Ausfall der Burgbesatzung zu verhindern, ließen aber eine große Menge an Versorgungsgütern und Beute zurück, die dem englischen Heereszug hinzugefügt wurden. Der französische Kommandeur Louis von Poitiers erlag im englischen Feldlager seinen Wunden und sein stellvertretender Kommandeur geriet in englische Gefangenschaft. Eine ganze Zahl weiterer französischer Adeliger geriet ebenfalls in Gefangenschaft und das Lösegeld brachte Derby und seinen Soldaten ein Vermögen ein. Allein Derby soll 67.000 £ an Lösegeldern erhalten haben.
Die Schlacht hatte darüber hinaus auch längerfristige politische Auswirkungen. Der Vorstoß des Herzogs der Normandie in englisches Gebiet wurde aufgegeben und für die nächsten sechs Monate wagte sich keine französische Truppe mehr über die Grenze in der Gascogne. Die Kommunikation zwischen dem Herzog der Normandie im Norden und Pierre I., Herzog von Bourbon, der die französischen Truppen im Süden befehligte, brach für einige Zeit ab. Militärische Aktionen gegen die englischen Truppen konnten in der Folgezeit daher nicht mehr koordiniert werden. Derby nutzte diese Schwäche um weitere Städte in der Region unter seine Kontrolle zu bringen. Er eroberte in folgenden Monaten Montségur und belagerte erfolgreich La Réole und Aiguillon. Als Ergebnis dieser militärischen Erfolge konnten die Engländer die gesamte Region unter ihre Kontrolle bringen, was sich durch erhöhte Steuereinnahmen und einen Zulauf an neuen Rekruten für die englischen Armeen auszahlen sollte. Zudem unterstützte der lokale Adel, der sich in dieser immer wieder umkämpften Region mal auf die eine und mal auf die andere Seite geschlagen hatte, nun eindeutig die Engländer. Die englische Dominanz in der Gascogne sollte im Wesentlichen ungebrochen für die nächsten hundert Jahre anhalten.